# Chacraraju
Le Chacraraju (du quechua : chakra « petite ferme, champ », et rahu « neige, glace », littéralement « champ de neige »),, est un sommet de la cordillère Blanche, au Pérou. Il est situé à l"intérieur du parc national de Huascarán, dans la région d'Ancash.

## Topographie
Le Chacraraju possède deux sommets abrupts reliés par une longue crête orientée est-ouest :
- sommet ouest (6 108 m) ;
- sommet est (Nevado Huaripampa, 6 000 m).

## Alpinisme
Parmi les vingt-neuf sommets de plus de 6 000 m de la cordillère Blanche, le Nevado Huaripampa est le dernier à avoir été gravi et constitue au moment de sa conquête la plus difficile ascension réalisée dans les Andes tropicales.

### Ascensions
- 1956 - Ascension du sommet ouest par une expédition dirigée par Lionel Terray et composée de Maurice Davaille, Claude Gaudin, Maurice Martin, Robert Sennelier, Raymond Jenny et Pierre Souriac
- 1962 - Le Nevado Huaripampa est conquis par l'expédition de Claude Maillard avec Louis Dubost, Paul Gendre, Lionel Terray, Guido Magnone, Louis Gevril, Jean Puiseux, Robert Sandoz, André Parat et Jacques Soubis
- 1987 - Face sud par René Desmaison avec Christophe Profit et Sylviane Tavernier[4]